# Teufelsmoor (natuurreservaat)
Teufelsmoor (Duits voor: duivelsveen) is de benaming voor een in 2017 ingericht Duits natuurreservaat van 1.927 hectare (Duits kenmerk: NSG LÜ 313) dat deel uitmaakt van de gelijknamige landstreek in Nedersaksen. Het ligt in de gemeente Osterholz-Scharmbeck en de aangrenzende Samtgemeinde Hambergen.

## Geschiedenis
Al in de Jonge steentijd gebruikten mensen een pad om het toen vrijwel ontoegankelijke moeras te doorkruisen. Een ca. 2,5 km lang deel er van liep van het huidige dorp Gnarrenburg zuidwaarts naar Karlshöfen, dat nu een Ortsteil van Gnarrenburg is. Omstreeks de 15e eeuw werd begonnen elders in het moeras dijken op te werpen en daar wegen op aan te leggen.
Rond 1750 begon onder leiding van 'Moorkommissar' J.-Chr. Findorf, de periode van ontginning: arme mensen konden er een min of meer onafhankelijk bestaan opbouwen als turfsteker, de mannen hoefden niet in militaire dienst. Er werd een net van afwateringskanalen gegraven. Langs sommige daarvan werden wegen aangelegd en arbeidershuisjes gebouwd. Zo ontstonden langgerekte wegdorpen: veenkolonies. Daarachter werd turf gestoken, waarmee de inwoners van steden als Bremen hun kachels konden stoken.
Toen overal in Duitsland de steenkoolmijnen rond 1880 begonnen te draaien, werd al gauw - mede vanwege de smog die bij turfverbranding sterker was dan bij steenkoolverbranding - de turf als verwarmingsbron door steenkool vervangen. De na de turfafgraving blootgelegde, zandige dalgrond werd met kunstmest bemest voor steeds intensievere akkerbouw. Turfwinning was in Duitsland nog tot 1990 en lonend en tot 2012 toegestaan was, vooral voor gebruik als turfmolm.
Hoe arm de mensen het hier in de 19e eeuw hadden, blijkt wel uit de spreuk in het Platduits: „Den Eersten sien Dood, den Tweeten sien Noot, den Drüdden sien Broot“. Van de romantisch aandoende landschappen in het gebied, zoals de schilders van de kunstenaarskolonie Worpswede die rond 1890-1910 maakten, is intussen weinig meer bewaard gebleven.
In de nazi-tijd werd het ontginnen van het veen ook jarenlang gedaan door dwangarbeiders, onder andere in een werkkamp voor zogenaamde 'asocialen'.
Rond 1990 kwam men tot het inzicht, dat met de intensieve landbouw niet langer kon worden voort gegaan. Het gebruikte te veel grondwater, waardoor het land, zeker in warme zomers, uitdroogde. De boeren kregen ook steeds slechtere prijzen voor hun gewassen betaald. Men is toen op bescheiden schaal begonnen, bepaalde stukken voormalig hoogveen opnieuw te vernatten, bijvoorbeeld door afwateringskanalen te dempen. Zo hoopt men, een deel van het gebied te 'renaturieren' tot 'nieuwe natuur'. Omdat de vorming van hoogveen een langzaam proces is, zal dit vele jaren duren.
Teufelsmoor omvat ook veengebieden die na turfwinning niet voor de landbouw werden ontgonnen en met moerasbos begroeid zijn. Het gebied is rijk aan libellen, amfibieën, reptielen en vogels, waaronder een aantal zeldzame en beschermde soorten. Door het (drassige) gebied loopt een pad, dat alleen in de zomer begaanbaar is.
Het Teufelsmoor heeft als extra probleem, dat de buitenwijken van de stad Bremen zich steeds meer naar dit gebied uitbreiden. Hierdoor zijn bepaalde vormen van vernatting niet mogelijk, bijvoorbeeld vanwege de kans op het ontstaan van muggen- en andere insectenplagen.

## Afbeeldingen

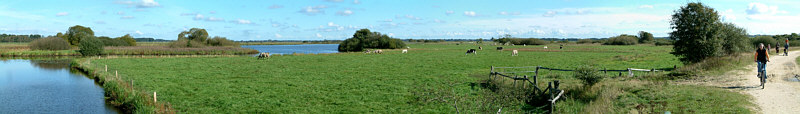
Het Teufelsmoor

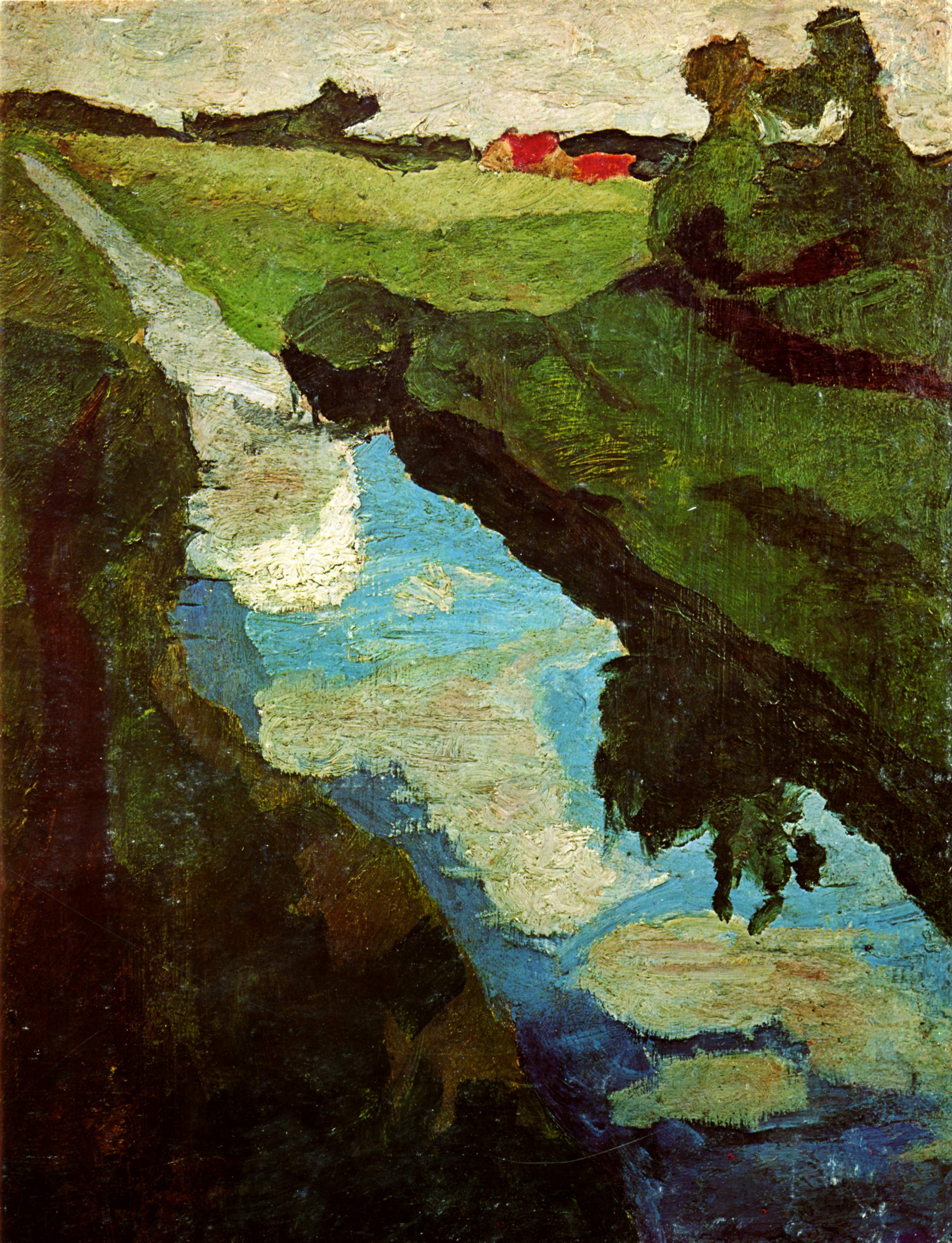
Schilderij van Paula Modersohn-Becker: Moorgraben, 1900- 1902
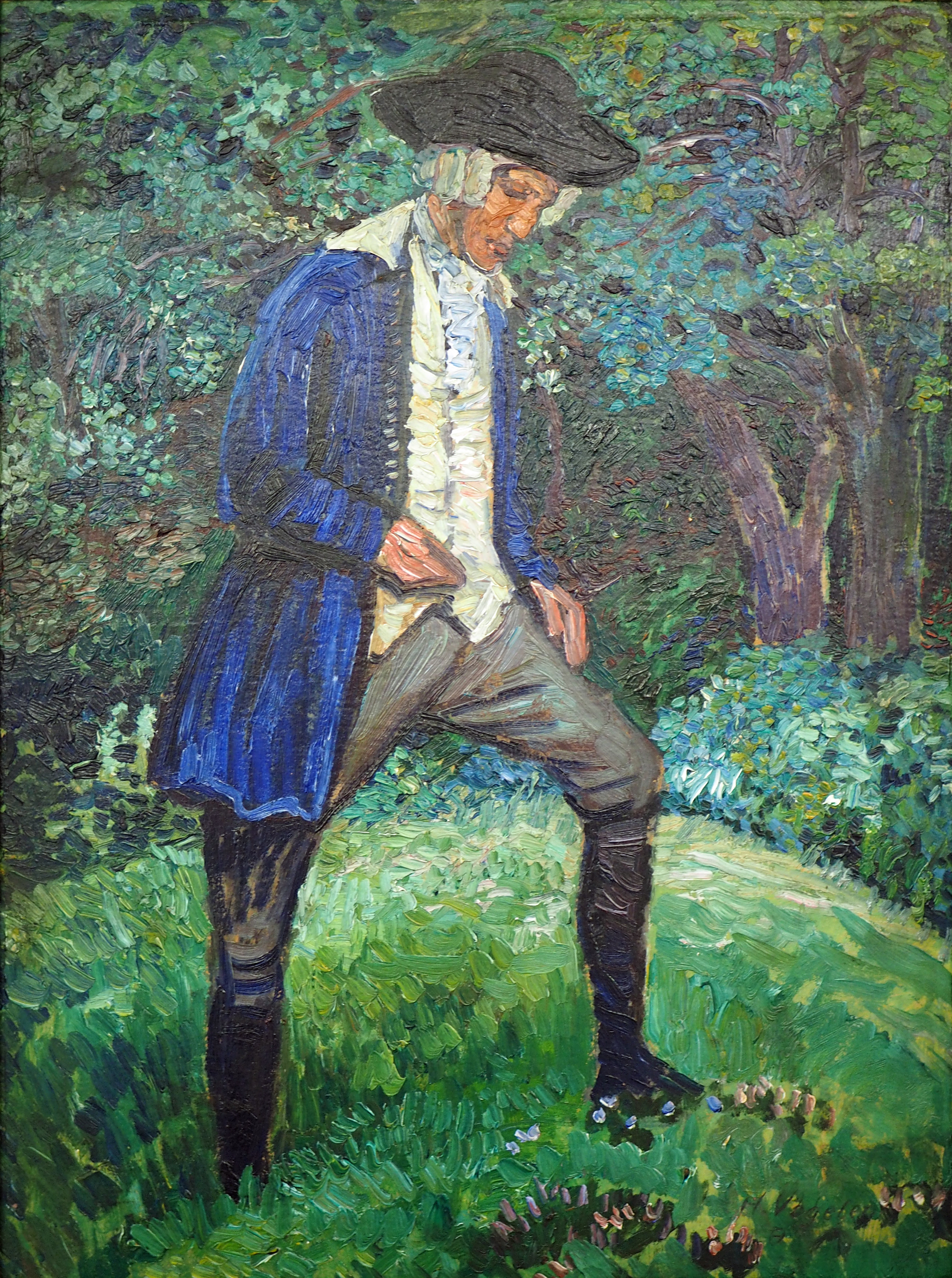
Moorkommissar J.-Chr. Findorf, eind 19e eeuw geschilderd door Heinrich Vogeler
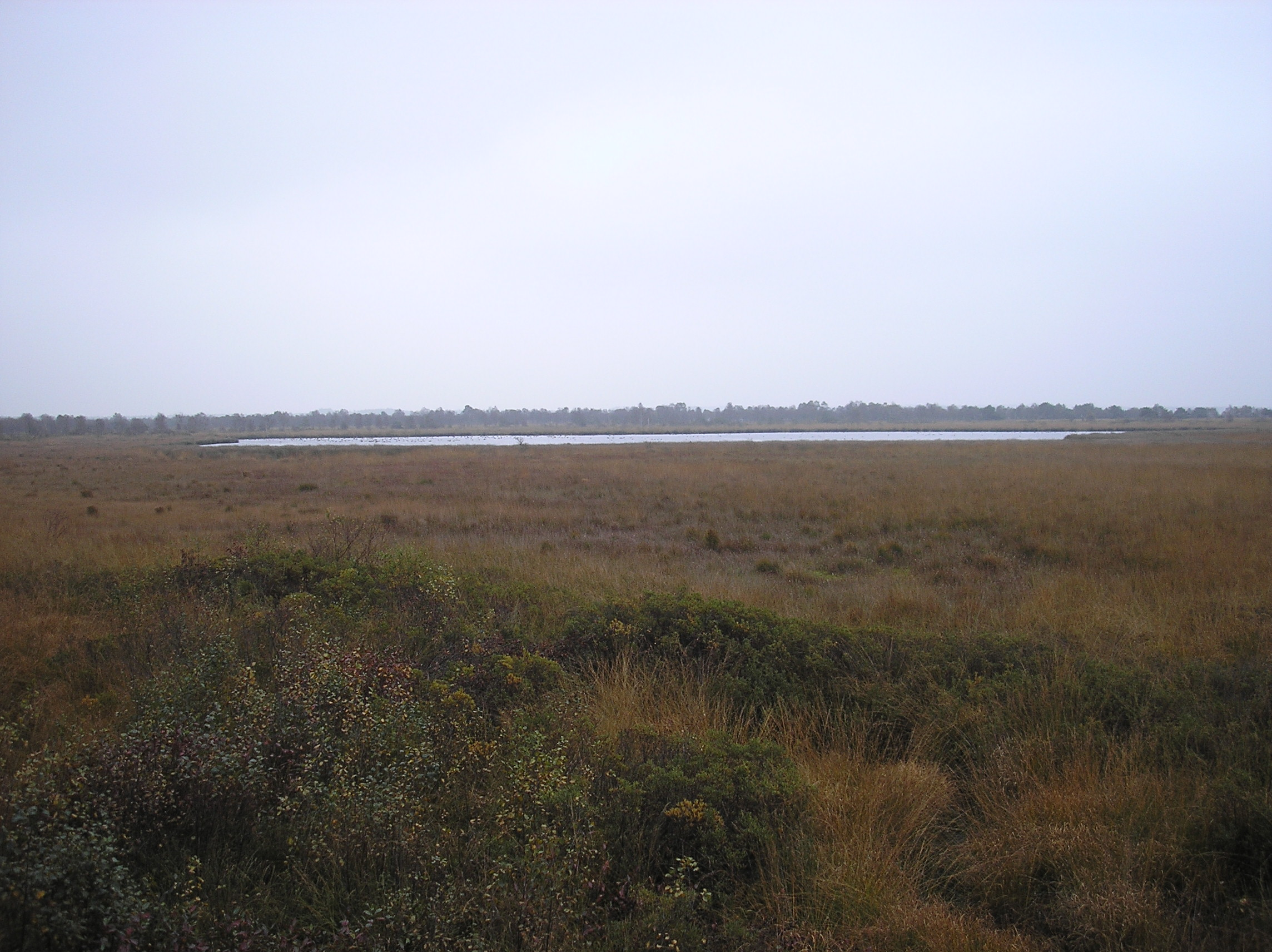
Oorspronkelijk veen Huvenhoops Moor bij Gnarrenburg